# Магазин на площади
«Магазин на площади» (словац. Obchod na korze; 1965) — чехословацкий фильм, повествующий о программе ариизации в Словакии в годы Второй мировой войны.
Фильм снят режиссёрами словаком Яном Кадаром и чехом Эльмаром Клосом на основе словацкого сценария Ладислава Гросмана. Съёмки проходили на пражской студии «Баррандов», а натурные съёмки проходили в городе Сабинове в северо-восточной Словакии. Главные роли в картине исполнили Йозеф Кронер, сыгравший плотника Тоно Бртко и польская актриса Ида Каминска, воплотившая образ старой овдовевшей еврейки Розалии Лаутман.
Фильм был отмечен Особым упоминанием на Каннском кинофестивале в 1965 году, а в 1966 году удостоился премии «Оскар» за «Лучший фильм на иностранном языке», став первой чехословацкой картиной, получившей премию в данной номинации, а исполнительница одной из главных ролей Ида Каминска получила номинацию за «Лучшую женскую роль второго плана» год спустя.

## Сюжет
В годы Второй мировой войны словацкому плотнику Тоно Бртко (Йозеф Кронер) в рамках программы ариизации от свояка (местного функционера Глинковой партии) достаётся небольшой магазин старой еврейки Розалии Лаутман (Ида Каминска), торгующей пуговицами. Жена Тоно надеется, что магазин принесёт их семье прибыль и они вскоре с мужем разбогатеют. Тоно прекрасно понимает, что свояк подсунул ему совершенно бедный магазин и никакой прибыли от него ему не видать. Но он боится объяснить это жене из-за её свирепого характера, а также не может объяснить старухе Лаутман, что теперь хозяином её имущества является он.
Еврейская община города решает выплачивать Тоно небольшое жалование, только бы он не отказался от магазина, опасаясь, что в другом случае магазин достанется более жестокому управленцу и старуха окажется на улице. Тоно соглашается и начинает каждый день посещать магазин, где помогает Лаутман в его управлении. Жене он рассказывает, что дела в магазине идут хорошо, и она наивно верит в скорое обогащение.
Вскоре выходит указ о переселении евреев в специальную зону. Тоно понимает, что община не сможет больше выплачивать ему деньги и его враньё жене вскоре раскроется. Тоно в панике решает сначала спрятать старуху, но та не может понять, в чём причина. В результате Тоно запихивает её в чулан, где та по неосторожности падает и умирает. Потрясённый случившимся, Бртко закрывает магазин, притаскивает табуретку и привязывает петлю.

## В ролях
- Йозеф Кронер — Тоно Бртко
- Ида Каминска — Розалия Лаутман
- Ханна Сливкова — Эвелина Брткова, жена Тоно
- Франтишек Зварик — Маркуш Колкотски, городской управляющий
- Элена Паппова-Зварикова — Рожика, жена Маркуша

## История
После 1969 года фильм был запрещен из-за эмиграции режиссёра Яна Кадара.

## Награды
- Особое упоминание на Каннском кинофестивале (1965)
- Оскар-1966 — «Лучший фильм на иностранном языке»